# Ягленко, Василий Михайлович
Василий Михайлович Ягленко (1906, город Попасная — ?) — украинский советский деятель, глава исполнительного комитета Тарнопольского областного совета депутатов трудящихся.

## Биография
В 1922—1926 годах — учащийся школы фабрично-заводского ученичества депо станции Попасная Донецкой железной дороги.
В 1926—1927 годах — слесарь, в 1927—1929 годах — помощник машиниста депо станции Попасная Донецкой железной дороги.
В 1929—1934 годах — студент Луганского (Ворошиловградского) сельскохозяйственного института, агроном.
Член ВКП(б) с 1932 года.
С августа 1938 по декабрь 1939 года — заместитель председателя исполнительного комитета Ворошиловградского областного совета.
3 октября 1939 года вошел в состав Временного управления по Тарнопольскому воеводству Западной Украины. Избирался в Народное собрание Западной Украины.
27 ноября 1939 года Политбюро ЦК КП(б)У назначило Ягленко председателем исполнительного комитета Тарнопольского областного совета.
В ноябре 1939 — феврале 1940 года — председатель исполнительного комитета Тарнопольского областного совета депутатов трудящихся.
В декабре 1944 — ноябре 1947 года — 1-й секретарь Ново-Айдарского районного комитета КП(б)У Ворошиловградской области.
3 ноября 1947 года решением Политбюро ЦК КП(б)У снят с должности 1-го Ново-Айдарского районного комитета КП(б)У и исключен из партии. Дело об избиении Ягленко колхозников передали прокурору Украинской ССР.

## Награды
- медаль «За трудовую доблесть»
- медали